# Bauernheinrich

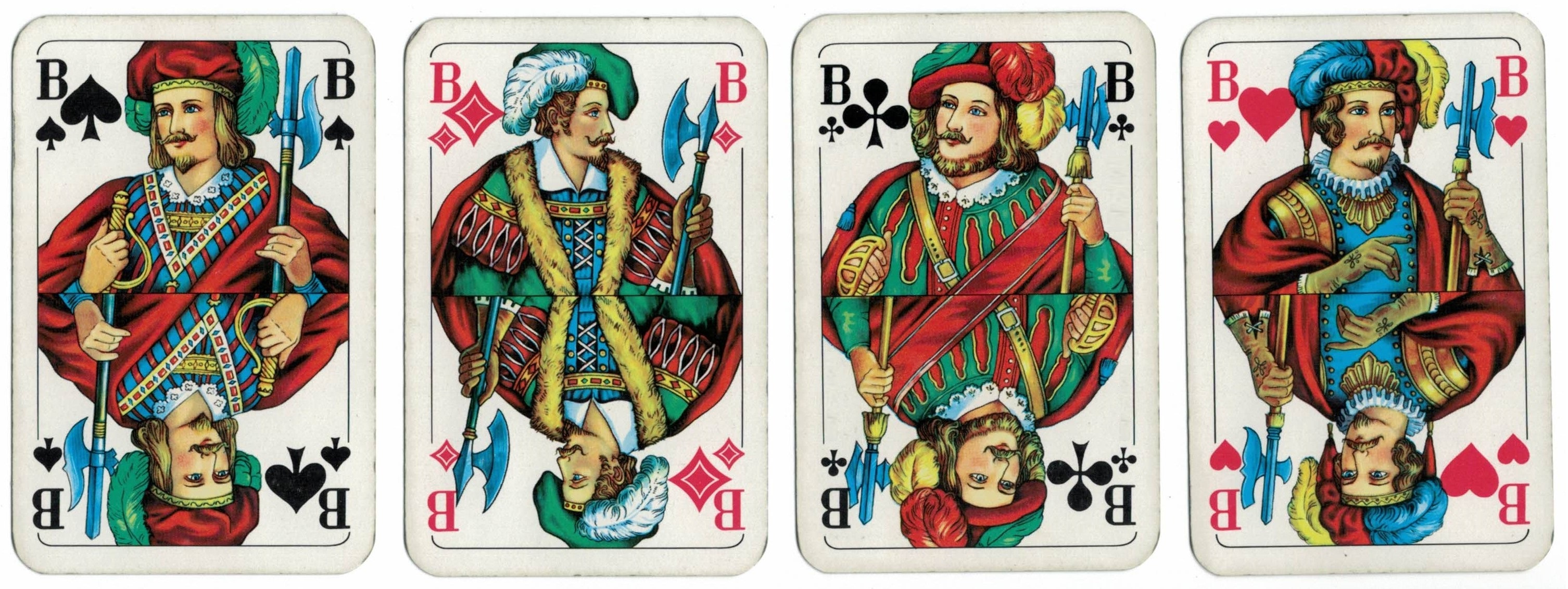
Die höchsten Karten beim Bauernheinrich

Bauernheinrich ist ein Kartenspiel für vier Personen. Es ist in der Landschaft Angeln in Schleswig-Holstein verbreitet, anderen Gewährsleuten zufolge im Raum Hüttener Berge (Holzbunge). Seine Herkunft ist unbekannt. Es wird mit einem normalen Skatblatt gespielt. Gewinner ist, wer vor den anderen Spielern alle Karten abgelegt hat. Das Besondere an diesem Spiel ist, dass jeder Spieler seine eigene Trumpffarbe hat und somit jeder mit einer anderen Farbe stechen kann.

## Name
Bauernheinrich ist auch unter den Namen Buuerhinnerk, Buurnhinnerk und Buurn-Heinrich bekannt. Im schleswig-holsteinischen Dialekt heißt der Treffbube Buernhinnerk, auch Hein Buur von Wakendörp. Hat ein Spieler Pikkönig und -dame auf einer Hand, so sagt er: „Heine Hopp un sien Swiegermudder“.

## Geschichte
Der Ursprung des Spiels ist unbekannt, aber war 1913 Heinrich neben Bruus, Dreekort, Neunkart, Scharwenzel, Bur und Skat eines der gesellschaftlichen Kartenspiele, die im Schleswig zu Hause oder in der Kneipe gespielt wurde.
Laut Otto Mensing war es ein angelsches Spiel, das die Namen Heinrich, Buurn-Heinerich, Buurnhinnerk and Buernhinnerk trägt und nach dem höchsten Karte, dem Kreuzbuben, benannt war.
Im westmünsterländischen Dialekt, einer mit dem Holsteinischen verwandten Form des Plattdeutsch, ist Buurnhennick auch ein Spitzname für einen unverheirateten Onkel, der bei der Familie lebt.

## Kartenwert
Der Kartenwert ist in folgender Weise aufsteigend: 7, 8, 9, 10, Dame, König, Ass.
Die Bauern (Buben) haben als allgemeine Trümpfe eine Sonderstellung und stehen im Wert über allen anderen Karten. Der Wert der Bauern ist in aufsteigender Reihenfolge: Karo, Herz, Pik, Kreuz. Somit kann der Karo-Bauer alle Karten bis auf die anderen Bauern stechen. Der Herz-Bauer kann alle Karten bis auf den Pik-Bauern und den Kreuz-Bauern stechen, der Pik-Bauer sticht alle Karten bis auf den Kreuz-Bauern; letzterer ist die höchste Karte im Spiel.

## Spielvorbereitung
Die Karten werden gemischt und verdeckt auf alle Personen verteilt (rechts herum, 3 – 2 – 3 Karten), so dass jeder acht Karten auf der Hand hat. Sie werden vor den anderen Spielern verdeckt gehalten.
Nun wird ermittelt, welcher Spieler welche Trumpffarbe hat. Der Spieler mit dem Kreuz-Ass meldet Kreuz als seinen Trumpf (z. B. mit den Worten „Hier ist Kreuz!“). Im Uhrzeigersinn haben die anderen Spieler Pik, Herz und Karo als Trumpffarbe, unabhängig von den Karten, die sie tatsächlich auf der Hand haben.
Kurzes Blatt
In der Gegend rund Itzehoe wird auch mit verkürztem, auch „scharfen“ Blatt gespielt. Hier werden 7en und 8en aus dem Deck entfernt und kriegt jeder Spieler nur noch 6 anstelle von 8 Karten. Die Karten werden 3 x 2 verteilt. Dies sorgt dafür, dass schneller die Trümpfe eines Spielers aus dem Spiel kommen und öfter getrumpft wird, was für neue Taktik und Strategie sorgt.

## Spielablauf
In diesem Spiel geht es darum, Karten loszuwerden. Der Spieler mit dem Kreuz-Ass beginnt und legt eine Karte seiner Wahl offen auf den Tisch. Gespielt wird im Uhrzeigersinn. Der nächste Spieler hat folgende Möglichkeiten:
- Eine höhere Karte der gleichen Farbe darauflegen (bedienen);
- mit einem Trumpf (in diesem Fall eine Pik-Karte oder ein Bauer) stechen – falls Pik ausgespielt wurde, muss die Trumpfkarte, die daraufgelegt wird, höher sein;
- den noch unvollständigen Stich, also in diesem Falle die einzelne Karte aufnehmen.

Wird der Stich aufgenommen, ist der nächste Spieler mit dem Auslegen einer Karte an der Reihe.
Wird eine zweite Karte gelegt, so ist wiederum der nächste Spieler (Trumpffarbe Herz) daran eine Karte daraufzulegen. Es wird immer die zuletzt gelegte Karte bedient oder gestochen. Aufgenommen wird dagegen immer der ganze Stich, also bis zu drei Karten. Wer nicht bedienen oder stechen kann, muss den Stich aufnehmen.
Es werden pro Stich maximal so viele Karten gelegt, wie Personen im Spiel sind. Das bedeutet: Wenn die vierte Karte gelegt ist, nimmt der Spieler, der die vierte Karte gelegt hat, diese vier Karten (den Stich) aus dem Spiel und ist an der Reihe, eine neue Karte auszulegen. Wenn ein Spieler keine Karten mehr und somit gewonnen hat, spielen die anderen weiter und es wird von da an bereits nach der dritten Karte neu herausgegeben. Bei den beiden letzten Spielern schließlich sind es noch zwei Karten pro Stich.
Achtung: Wird ein Stich mit vier Spielern begonnen und während des Stichs legt ein Spieler seine letzte Karte auf, so wird der begonnene Stich noch mit vier Karten zu Ende gespielt. Erst der darauf folgende Stich ist dann mit drei Karten voll. Entsprechendes gilt beim Ausscheiden des nächsten Spielers.
Es wird grundsätzlich zum Ende gespielt, bis die beiden letzten Spieler den vierten Platz unter sich ausgespielt haben. Die Karten haben keinen Punktwert, eine Anrechnung etwa der übrig bleibenden Karten des letzten Spielers findet nicht statt. Es gibt also auch keine Turniere, bei denen aus einer Vielzahl von Spielen ein Gesamtsieger ermittelt wird.

## Tricks und Kniffe
- Zu Beginn des Spiels ist es ratsam, die Karten loszuwerden, die für einen selbst nicht von großem Wert sind. Dies sind zum Beispiel niedrige Trümpfe der anderen Spieler.
- Hohe Trümpfe des Vordermannes oder sogar dessen Vordermannes (also des Gegenübers) können wertvoll sein, wenn man die Karte, mit welcher diese Spieler gestochen haben, bedienen muss.
- Die Buben sind grundsätzlich für alle Spieler von großem Wert, da sie auch mit dem eigenen Trumpf nicht gestochen werden können. Buben können gezielt ausgespielt werden, um Mitspieler zum Aufnehmen der Karten zu zwingen und dadurch im Spiel zu halten.
- Ähnliches gilt für hohe Trümpfe des Hintermannes, mit denen man besonders beim Legen der ersten Stichkarte (Herauskommen) diesen zum Aufnehmen bewegen kann. Doch Obacht! Aufnehmen beim Hintermann ist gleichzeitig ein Vorteil für den Gegenüber, der dann ganz frei herauskommt.
- Zu Beginn des Spiels kann es hilfreich sein, Trümpfe auch ohne Notwendigkeit aufzunehmen, um dadurch für das weitere Spiel ein besseres Blatt zu haben.

## Variante mit drei Spielern
Diese Variante wird im Süden Schleswig-Holsteins manchmal gespielt, ist aber noch mehr ausgestorben als das traditionelle Spiel.
Bei drei Spielern wird wie folgt vorgegangen:
- Siebenen und Achten kommen weg, sodass das Blatt nur noch 24 statt 32 Karten enthält.
- Jeder Spieler bekommt 8 Karten wie bei der traditionellen Variante.
- Da kein Spieler Karo als Trumpf hat, darf man diese legen, wenn die Karte davor eine Neun oder eine Zehn ist oder man rauskommt.